# Friedländer Tal
Das Naturschutzgebiet Friedländer Tal liegt auf dem Gebiet der Stadt Friedland (Niederlausitz) im Landkreis Oder-Spree in Brandenburg.
Das Gebiet mit der Kenn-Nummer 1457 steht seit dem 6. April 1998 unter Naturschutz. Das rund 104 ha große Naturschutzgebiet erstreckt sich nördlich der Kernstadt Friedland entlang des Dammühlenfließes. Unweit westlich verläuft die B 168, nordwestlich erstreckt sich der Zeuster See. Südlich verläuft die Landesstraße L 43 und erstreckt sich das rund 79 ha große Naturschutzgebiet Dammühlenfließniederung.

## Bedeutung
Schutzzweck des Naturschutzgebietes ist seine Erhaltung und Entwicklung u. a. „wegen seiner besonderen Eigenart als tiefgründiges Durchströmungsmoor in einer eiszeitlichen Schmelzwasserrinne.“